# Joseph-Antoine Gardet
Joseph-Antoine Gardet (París, 22 de febrero de 1861) fue un escultor francés alumno de Millet y Jules Cavelier en la École nationale supérieure des beaux-arts de París.

## Biografía
En 1884 obtuvo el 2º premio de Roma en escultura. En 1885 obtuvo el Primer Premio de Roma en escultura, otorgado por la Academia de Bellas Artes de Francia, con el bajorrelieve en yeso titulado: El cuerpo de un soldado espartano muerto en batalla, entregado a su madre .
El Premió le facilitó la estancia en Villa Médici de Roma. Fue recibido en 1886 por Antoine Ernest Hébert director de la Academia Francesa en Roma durante toda la estancia de Gardet en la capital italiana, que duró cuatro años hasta 1889.
Durante su primer año de estancia realizó una copia en mármol de un Torso de Fauno, copia de una antigüedad de la Galería Uffizi de Florencia. La obra fue enviada a la escuela de Bellas Artes de París.
Tras su regreso a París en 1890, entró a formar parte de la Sociedad de los artistas franceses . Participó en el Salón de París de 1890 , con la estatua de un joven tirador de arco.
Falleció tempranamente a los 30 años de edad, el 24 de febrero de 1891. Está enterrado en el cementerio de Montparnasse, para su tumba el escultor Denys realizó un busto del joven Joseph-Antoine Gardet.
En el Salón de 1891, se presentó la obra titulada El sueño del Niño Jesús; en las reseñas de las revistas de la época se daba cuenta de su reciente y prematura muerte, recordándose la obra del niño arquero del Salón del año anterior; estos hechos dramáticos y el abordar un tema religioso al gusto de la época hicieron que la escultura de "El sueño del Niño Jesús" tuviera gran aceptación del público.

## Obras
Entre las mejores y más conocidas obras de Joseph-Antoine Gardet se incluye un retrato del pintor Henri de Toulouse-Lautrec, realizado en 1885 a lápiz sobre papel (30.5 x 22.9 cm). Esta obra fue puesta en el mercado de subastas por Sotheby's de Nueva York en enero de 2002. (imagen)
Entre sus esculturas encontramos:
- El busto de Etienne Dollfus infante, mármol, en el Museo de Orsay.[9]
- Torso de Fauno, 1886, enviado desde Roma a la academia de Bellas Artes de París,[3] bulto redondo en mármol (90x70x36 cm - Env Sculp 58, MU 7661); depósito reglamentario.
- El bajorrelieve en yeso titulado: El cuerpo de un soldado espartano muerto en batalla, entregado a su madre (en francés: Le corps d'un soldat spartiate tué en combattant, rapporté à sa mère). Conservado en la Escuela de Bellas Artes de París.[10] (imagen)

- Estatua de un joven tirador de arco, 1890.[4] (imagen)

- La escultura titulada Le sommeil de l'Enfant-Jésus - El sueño del Niño Jesús,[8] de mármol . Presentada en el Salón de París de los Artistas franceses en 1891.[11] Conservada en el Museo de Châlons-en-Champagne. (imagen)

- Retratos de Mme. de Chambrun y Mme. de Ernest Héberrt, bajorrelieves en bronce, en el Museo de Orsay.[12]